# Lixus linearis
Lixus linearis é uma espécie de insetos coleópteros polífagos pertencente à família Curculionidae.
A autoridade científica da espécie é Olivier, tendo sido descrita no ano de 1807.
Trata-se de uma espécie presente no território português.